# Interstate 88 (west)
De Interstate 88 west (afgekort I-88) is een Interstate highway die enkel loopt in de staat Illinois. De snelweg loopt van Colona tot aan Hillside. De snelweg is ongeveer 226 kilometer lang. 

## Routebeschrijving
De snelweg begint aan het knooppunt met de Interstate 80, ten oosten van Moline. De snelweg loopt parallel aan de  Rock River, en loopt richting het noordoosten. Het landschap is vlak, en bestaat voornamelijk uit agrarische gebieden. Ter hoogte van Rock Falls begint de tolweg, met een toll plaza net ten oosten van het stadje. Ter hoogte van Dixon kruist men de US 52, een hoofdweg tussen Dubuque, Iowa en Joliet, Illinois. Bij Rochelle kruist men de Interstate 39, die van Rockford naar Stevens Point loopt. Dit knooppunt is een klaverbladknooppunt. Ter hoogte van Aurora komt men in de eerste voorstad van Chicago. Aurora telt 176.000 inwoners, terwijl Chicago nog zo'n 65 kilometer verderop ligt. Ten oosten van Aurora verbreedt de snelweg zich tot 2x3 rijstroken. Hierna passeert men Naperville, een tweede grote voorstad met 148.000 inwoners. Veel suburbs van Chicago zijn relatief dunbevolkt. Ter hoogte van Lisle kruist men de Interstate 355, tevens een tolweg, en de meest westelijke noord-zuidroute in de agglomeratie Chicago. Beide snelwegen lopen over korte afstand naast elkaar met 4x3 rijstroken. In Oak Brook bevindt zich het laatste tolstation, en splitst de I-88 zich in 2 delen; eentje in de Interstate 294 richting de zuidelijke voorsteden, en eentje in de Interstate 294 richting de noordelijke voorsteden, en de Interstate 290 naar Chicago.
2 · 4 · 5 · 8 · 10 · 12 · 15 · 16 · 17 · 19 · 20 · 22 · 24 · 25 · 26 · 27 · 29 · 30 · 35 · 37 · 39 · 40 · 43 · 44 · 45 · 49 · 55 · 57 · 59 · 64 · 65 · 66 · 68 · 69 · 70 · 71 · 72 · 73 · 74 · 75 · 76 (west) · 76 (oost) · 77 · 78 · 79 · 80 · 81 · 82 · 83 · 84 (west) · 84 (oost) · 85 · 86 (west) · 86 (oost) · 87 · 88 (west) · 88 (oost) · 89 · 90 · 91 · 93 · 94 · 95 · 96 · 97 · 99 · 165 · 238 · 265 · 277 · 278 · 287 · 355 · 390 · 465 · 485 · 565 · 684 · 787 · 790 · 865

Hawaii:
H-1 · H-2 · H-3  
Alaska:
A-1 · A-2 · A-3 · A-4  
Puerto Rico:
PR-1 · PR-2 · PR-3